# اسید اولئیک
اسید اولئیک (به انگلیسی: Oleic acid) یا تیزاب روغن، اسید چربی با فرمول شیمیایی C۱۸H۳۴O۲ است؛ که جرم مولی آن ۲۸۲٫۴۶۱۴ g/mol می‌باشد. شکل ظاهری این ترکیب، مایع روغنی زرد کمرنگ یا مایل به قهوه‌ای است. این اسید چرب با یک پیوند غیراشباع در بسیاری از جانوران و روغن‌های گیاهی یافت می‌شود ولی اولئیک از نام زیتون مشتق شده است.
اسید اولئیک یک اسید چرب امگا-۹ تک‌غیراشباع است که به‌طور طبیعی در چربی‌ها و روغن‌های حیوانی و گیاهی یافت می‌شود.  این اسید بی‌رنگ و بی‌بو است، اما نمونه‌های تجاری آن ممکن است به دلیل ناخالصی‌ها مایل به زرد باشند.  فرمول شیمیایی آن C₁₈H₃₄O₂ است و در ساختار خود یک پیوند دوگانه در موقعیت نهم از انتهای متیل دارد. 

## ویژگی‌های شیمیایی
اسید اولئیک در دمای اتاق مایع است و نقطه ذوب آن حدود ۱۳ تا ۱۴ درجه سانتی‌گراد و نقطه جوش آن ۳۶۰ درجه سانتی‌گراد است.  این اسید در آب نامحلول است اما در اتانول و سایر حلال‌های آلی حل می‌شود.  از نظر شیمیایی، اسید اولئیک می‌تواند تحت واکنش‌های معمول اسیدهای کربوکسیلیک و آلکن‌ها قرار گیرد، از جمله صابونی شدن، هیدروژناسیون (تبدیل به اسید استئاریک)، اکسیداسیون و ازونولیز (تولید اسید آزلائیک).